# Carl Ferdinand Pohl
Anton Carl Ferdinand Pohl (* 6. September 1819 in Darmstadt; † 28. April 1887 in Wien) war ein deutsch-österreichischer Musikhistoriker, Archivar und Komponist.

## Leben
Pohl besuchte in seiner Heimatstadt das Gymnasium und erlernte den Beruf des Kupferstechers. Zugleich nahm er Musikunterricht bei Christian Heinrich Rinck. 1841 ging er nach Wien und setzte seine Ausbildung bei Simon Sechter fort. Er war von 1849 bis 1855 als Organist der evangelischen Gustav-Adolf-Kirche in Gumpendorf tätig. Anschließend unternahm er mehrere Reisen. 1866 übernahm er den Posten des Archivars der Gesellschaft der Musikfreunde in Wien.
Als Musikschriftsteller trat er mit Büchern über Wolfgang Amadeus Mozart und Joseph Haydn hervor. Zu seinen Freunden zählte Johannes Brahms, den er zur Komposition der Haydn-Variationen op. 56 anregte. Gemeinsam mit ihm gehörte er zu dem Gründungsmitgliedern des Deutschen Schulvereins.
Sein Nachlass befindet sich in der Gesellschaft der Musikfreunde.

## Schriften (Auswahl)
- Mozart und Haydn in London, 2 Bände, Wien 1867 (Digitalisat)
- Simon Sechter, in: Jahresbericht des Wiener Conservatoriums 1868
- Die Gesellschaft der Musikfreunde des Österreichischen Kaiserstaates und ihr Conservatorium, Wien 1870 (Digitalisat)
- Denkschrift aus Anlass des hundertjährigen Bestehens der Tonkünstler-Societät, Wien 1871 (Digitalisat)
- Joseph Haydn, 3 Bände, Leipzig 1878–1882 (dritter Band von Hugo Botstiber vollendet)
  - Erster Band (Digitalisat)
  - Zweiter Band (Digitalisat)
- Festschrift aus Anlass der Feier des 25jährigen ununterbrochenen Bestandes der im Jahre 1842 gegründeten Philharmonischen Concerte in Wien, Wien 1885